# Sifonová láhev

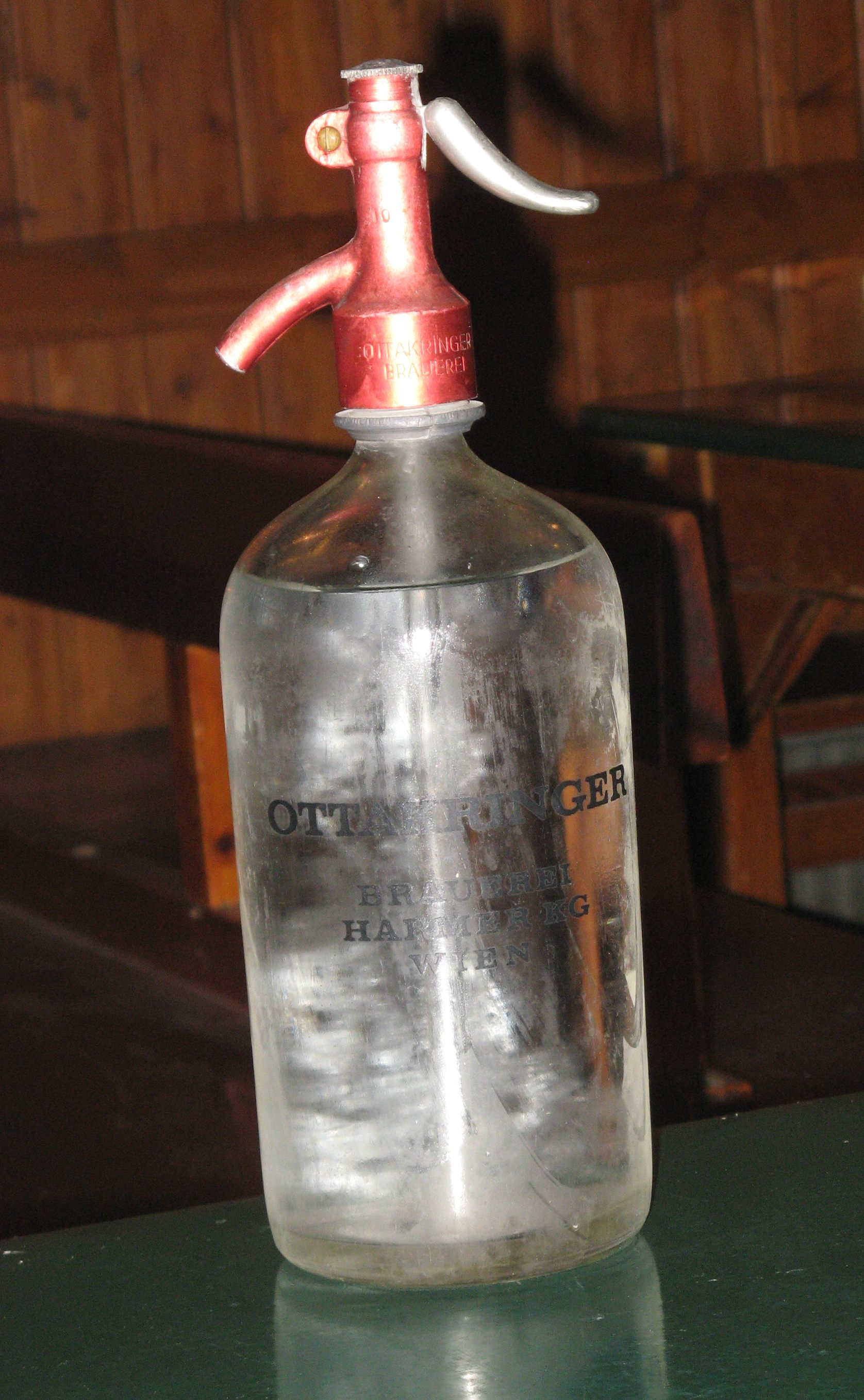
Přednaplněná sifonová láhev z roku 1909 (Brauerei Ottakringer)

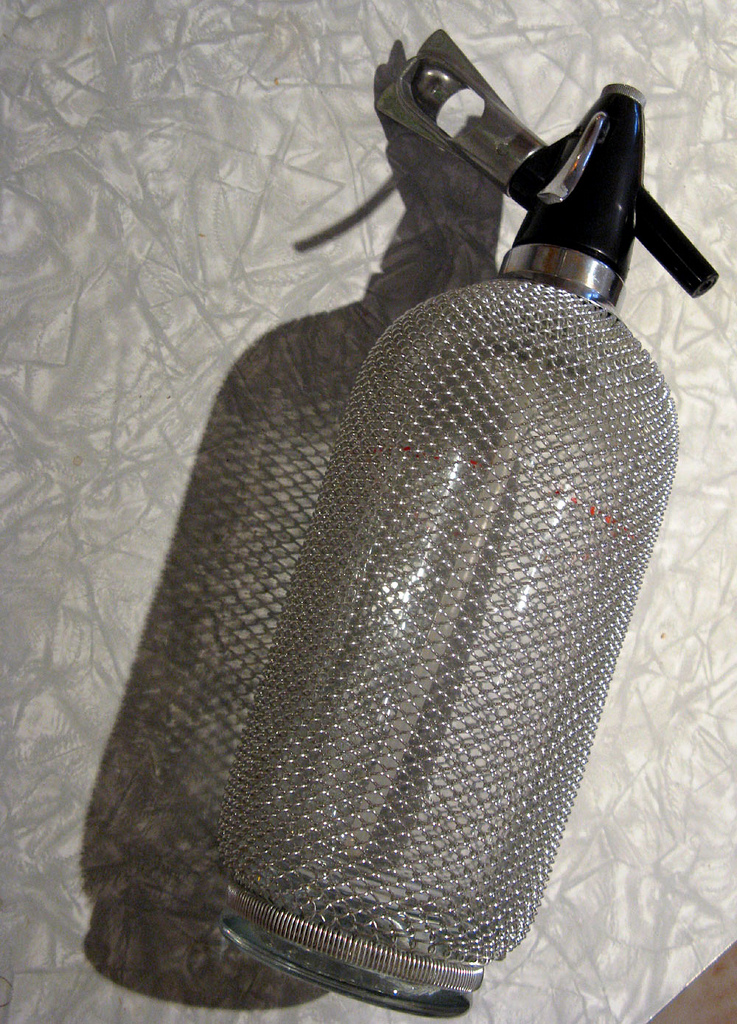
Sifonová láhev pro výrobu sodovky pomocí bombiček, vyráběná v Československu

Sifonová láhev (lidově též sifon) je zařízení pro výrobu sodovky (vody obohacené oxidem uhličitým). Existuje v podobě určené pro distribuci přednaplněných láhví spotřebitelům a nebo jako tzv. autosifon pro domácí výrobu sodovky pomocí bombiček naplněných CO2.
Již v roce 1790 byl ve Francii představen koncept „rozprašovače“s oxidem uhličitým pod tlakem. Moderní sifonová láhev vznikla v roce 1829, kdy si dva Francouzi přihlásili patent na dutou vývrtku, která se zavrtala do zátky láhve a umožňovala pomocí ventilu řízeně vypouštět obsah; v láhvi byl udržen tlak a zabraňovalo se vyprchání oxidu uhličitého z nápoje.
Sifonové láhve byly populární ve 20. a 30. letech 20. století. Vzestup prodeje lahvovaných sycených nápojů a zničení mnoha továren (během druhé světové války) ve východní Evropě vyrábějících sifonové láhve vedl k poklesu jejich popularity během poválečného období.
Výroba a distribuce přednaplněných láhví v New York City pokračovala až do roku 2009. V tomto roce se vyráběly také v Argentině (celostátně), rakouské Vídni (Brauerei Ottakringer) a v kanadském Torontu.
V ČR (a dříve v Československu) se sifonové lahve vyráběly, a to kovové z eloxovaného hliníku v podniku Sandrik n.p., Dolné Hámre, provoz Moravská Třebová nebo skleněné opletené kovovým pletivem ve výrobním družstvu Kovočas v Děčíně. Výroba sifonových lahví v ČR skončila v roce 2005, což mělo za následek, že potenciální zájemci o výrobu sodovky z bombiček neměli možnost si láhev pořídit, pokud se jim nepodařilo koupit výrobek někde v bazaru či u některého prodejce, který disponoval starými zásobami. Aktuálně jsou do ČR dováženy výrobky z Maďarska (výrobce je MPt), jejich parametry i průběh výroby jsou plně v souladu s legislativou EU.

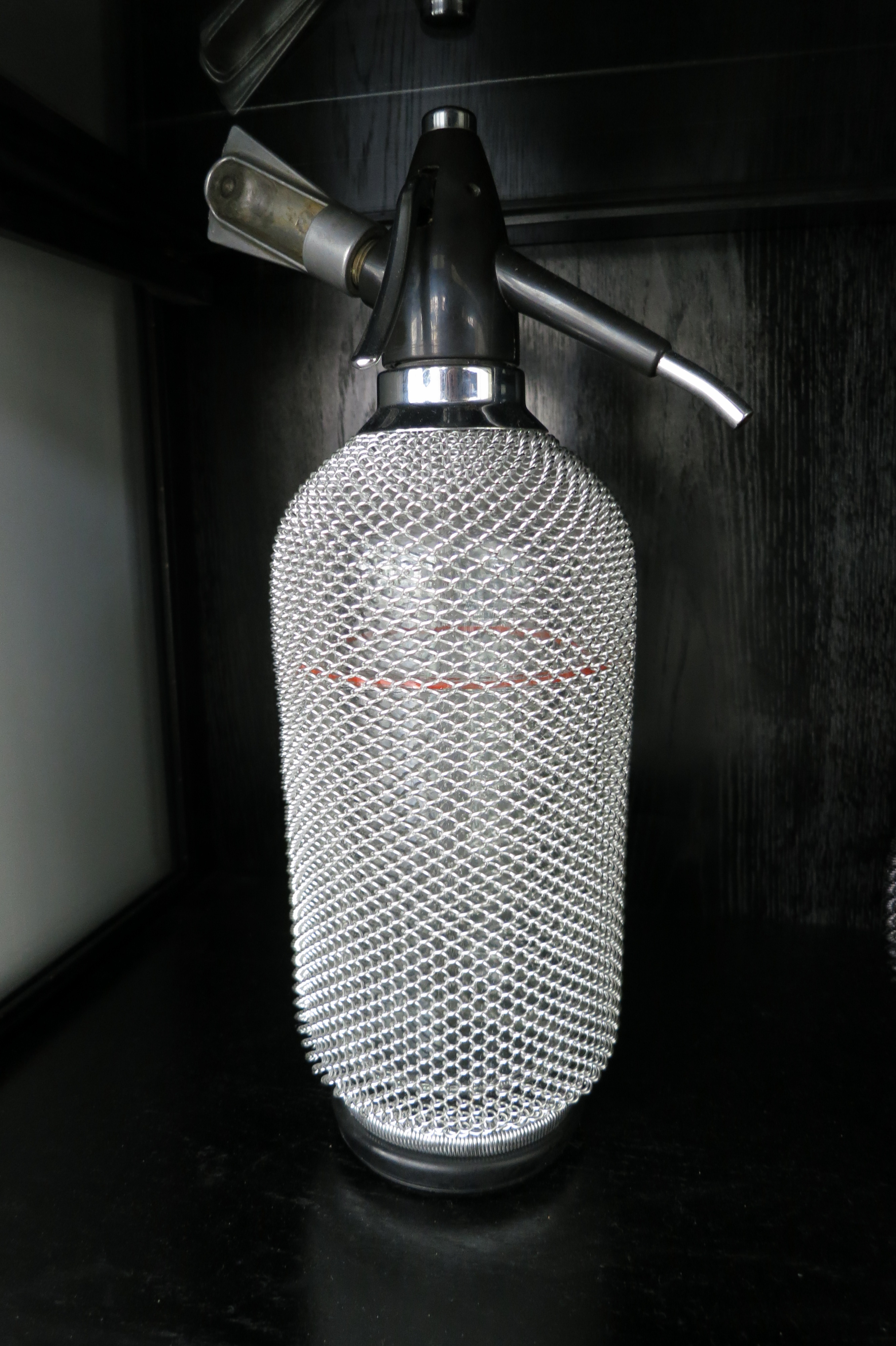
Sifonová lahev ve sbírce kavárny ve Veletržním paláci v Praze